# 代理徴収
代理徴収（だいりちょうしゅう）とは、特定の者が集めるべき金銭を、別の者が代わりに集金することである。
狭義には、学校の事務局が後援会・同窓会・学生自治会等の関係組織の入会金や会費をそれぞれの組織に代わって集金することを示す。以下ではこの意味について記載する。

## 概要
代理徴収とは、学校の事務局が後援会・同窓会・学生自治会等の関係組織の入会金や会費をそれぞれの組織に代わって集金することである。多くは入学手続きの際に一緒に集めるので、対象とするほぼ全員から集金することができるのが特徴である。
なお、学校等の事務局が直接関わっていなくとも、学校の事務員でもある後援会の事務員が入学手続きと一体であるように見せかける等の方法で集金している場合は、学校による代理徴収と同一視されることもある。

## 歴史
1980年代頃までは、国公立大学を含む多くの学校で行われていたようであるが、それ以降は別組織であることを重視して、国公立大学ではあまり行われないようになってきている。
なお、最近は、使途に対して責任が持てないことを理由にあげて、学生自治会の会費の代理徴収をやめる私立大学もある。

## 利点と問題点
- 後援会・同窓会・学生自治会等の全学生のために活動している団体は、全学生から費用を集めて活動すべきであるので、学校に代理徴収してもらうことにより、ほぼ全ての生徒・学生から集金できるのは望ましいとされる。
- 集金対象となる学生は、学校に対する入学の意志を示しているものの、後援会・同窓会・学生自治会等に入会する意志を示しているとまでは受け取れない。それぞれの団体に入会しない自由がある以上、入会しないのであれば不要であるはずの費用を代理徴収で半ば強制的に集金されるのは不当であるとする意見もある。